# Jacques Mathis
Jacques Mathis, né le 28 décembre 1914 à Santiago du Chili et mort en service aérien commandé en Grande-Bretagne le 31 août 1944, était un aviateur français de la Seconde Guerre mondiale.

## Biographie
Passionné d'aviation, Jacques Mathis passe son premier degré de pilotage à Strasbourg à 21 ans (1935) puis s'engage dans l'armée de l'air la même année. Après différentes étapes, il est sous-officier navigant et en 1940 est envoyé à Dakar au GC 1/4 Navarre puis à Gao. 
En décembre 1941, ses parents habitant en Alsace et craignant qu'ils soient emprisonnés à cause de lui, il démissionne de l'Armée. Il passe ses diplômes de moniteur de ski et de pilote de planeur. 
N'y tenant plus, en octobre 1942, il quitte la France et rejoint l'Angleterre via l'Espagne afin de s'engager dans les Forces aériennes françaises libres (FAFL) en octobre 1942 à 28 ans. Il se porte volontaire pour l'escadron « Normandie » en Russie qu'il rejoint en juin 1943. À bord de son chasseur soviétique Yak 3, le chef de patrouille au sang froid et au moral d'acier obtient quatre victoires (2 Stukas et 2 FW 190) mais est descendu quelques jours plus tard. Grièvement blessé, le sous-lieutenant est soigné par les Russes et est rapatrié en Angleterre. Infatigable, il prépare sa transformation afin de piloter un Spitfire. Lors de cette formation, pendant une mission de nuit en Angleterre, le sous-lieutenant (promu lieutenant en juin 1944) Jacques Mathis percute une montagne et trouve la mort,.

## Distinctions et mémoire
- Chevalier de la Légion d'honneur
- Compagnon de la Libération à titre posthume par décret du 20 novembre 1944[6]
- Croix de guerre 1939-1945 (5 citations)
- Ordre de la Guerre patriotique (Union soviétique)[2]
- Médaille pour la victoire sur l'Allemagne dans la Grande Guerre patriotique de 1941-1945  (URSS)
- La promotion 2016 de l'École de l'Air (promotions Officiers Sous contrat et Élève Officier Personnel Navigant) a pris le nom de sous-lieutenant Jacques Mathis[7]